# Free Spirit (Bonnie Tyler)
Free Spirit è l'undicesimo album in studio della cantante gallese Bonnie Tyler, pubblicato nel 1995.

## Tracce
1. Nothing to Do with Love – 4:53 (Frankie Miller, Jerry Lynn Williams)
2. You're the One – 3:59 (Klaus Meine, Rudolf Schenker)
3. Making Love out of Nothing at All – 7:47 (Jim Steinman)
4. Given It All – 5:44 (Alan Darby, Andy Hill)
5. What You Got – 5:32 (Williams)
6. Bridge over Troubled Water – 4:59 (Paul Simon)
7. Time Mends a Broken Heart – 3:30 (Jeff Lynne, Kiki Dee)
8. Driving Me Wild – 5:12 (Stuart Emerson)
9. Sexual Device – 4:10 (Emerson)
10. Make It Right Tonight – 5:43 (Hill)
11. All Night to Know You – 5:40 (Emerson)
12. Forget Her – 4:13 (Paul Millns)
13. Two Out of Three Ain't Bad – 8:40 (Steinman)
14. Sexual Device (Vari Mix) – 5:00 (Emerson)

## Classifiche
| Classifica (1995) | Posizione raggiunta |
| ----------------- | ------------------- |
| Austria           | 43                  |
| Norvegia          | 22                  |
| Svizzera          | 39                  |